# Novacianisme
El novacianisme fou una secta cristiana que seguia la doctrina de l'antipapa Novacià, que negava la readmissió en la comunió dels lapsi, els cristians batejats que havien negat la seva fe o realitzat un sacrifici ritual als déus pagans sota la pressió de la persecució sancionada per l'emperador Deci, en 250 dC. Van ser declarades herètiques.
Novacià va ser un sacerdot romà que l'any 251 es va oposar a l'elecció del Papa Corneli I, després de l'assassinat del Papa Fabià I durant la persecució, amb l'argument que era massa laxe en l'acceptació dels cristians no practicants. Es va deixar fet un papa rival, un dels primers antipapes. Va sostenir que els cristians van caure en desús, que no havien mantingut la seva confessió de fe sota la persecució, no poden rebre de nou a la comunió amb l'Església, i que els segons matrimonis són il·legals. Ell i els seus seguidors van ser excomunicats per un sínode celebrat a Roma l'octubre del mateix any. Novacià es diu que patí el martiri sota l'emperador Valerià I (253-60).
Després de la seva mort, la secta dels novacians s'estengué ràpidament i es podia trobar a totes les províncies, i eren molt nombrosos en alguns llocs. Els que es van aliar amb les doctrines de Novacià foren anomenats novacians. No obstant això, ells mateixos es deien καθαροι (katharoi) o "puritans" que reflecteixen el seu desig de no ser identificat amb el que consideraven les pràctiques laxes d'una església catòlica corrupta. Arribaren a tornar a batejar els seus propis conversos. Com que els novacians (incloent-hi Novacià) no estaven sotmesos al bisbe de Roma, foren etiquetats per Roma com a cismàtics. A més, Roma també etiquetà d'heretges als novacians per negar que l'Església tenia el poder de concedir l'absolució en certs casos (per exemple, als lapsi els que havien renunciat al seu cristianisme sota la persecució, però després volien tornar a l'església). A part d'això d'això, les seves pràctiques eren les mateixes que la de l'Església Catòlica, incloent-hi el monacat al segle iv.
Als segles IV i v, els donatistes d'Àfrica del Nord van mantenir una creença similar sobre els cristians que havien caducat en virtut de les pressions de la persecució. Ells també van ser declarats heretges.